# Kriminalisztikai fonetika
A kriminalisztikai fonetika (angolul forensic fonetics) a beszélő hangjának hallási élményén és fizikai tulajdonságainak elemzésén alapuló alkalmazott nyelvészeti tudományterület, amely eredményeivel az igazságügyi eljárások sikerességét támogatja. Fő kérdése, hogy vajon azonosítható-e egy személy a beszéde alapján. Azaz egy személy hanglenyomata hasonlóan egyedi-e, mint az ujjlenyomata. Célja, hogy az olyan bűnügyeknél, ahol rendelkezésre áll valamilyen formában egy hanganyag, annak szakszerű elemzésével hozzájáruljon a bűnügy esetleges megoldásához, az elkövető azonosításához. A kriminalisztikai fonetikusok elemzését egyre több esetben kezelik releváns bizonyítékként a tárgyalásokon.
A beszélő személy azonosításában/azonosíthatóságában fontos szerepet játszik az, hogy a beszélőnek érdekében áll-e, hogy azonosítsák. A biztonsági rendszerek, hangfelismerő védelmi rendszerek például megkövetelik a tökéletes azonosíthatóságot. Ennek érdekében fejlesztették ki a mesterséges beszédfelismerő programokat, gépeket. Más esetekben, például bűnügyeknél (bombariadós telefon) a beszélőnek nem érdeke, hogy azonosítsák. Ilyen célból született meg a beszédtudománynak és az igazságügynek a közös területe, a kriminalisztikai fonetika.

## A beszélő azonosítása
A beszélő azonosításában a fonetikai célokat két típusba sorolhatjuk. A relatív állandó és a változékony tényezők csoportjaiba. A relatív állandó tényezők közé tartozik például az alaphangmagasság meghatározása. A változékony tényezők közé tartozik például a beszélő éppen aktuális érzelmi állapota.

### Az ember beszédének sajátosságai
Az emberi beszéddel kapcsolatban beszélünk hosszú- és rövidtávú különbözőségekről. A hosszú távú anatómiai eltérés organikus eredetű, ilyen például a hangszalagok vagy a toldalékcső felépítéséből adódó különbözőség. A rövid távú az egyéni artikulációs működésből adódik, ezeket tanult különbözőségeknek is nevezzük.

### Az azonosítás problémái
- a beszélő megváltozása (fogyás, hízás, életkor előrehaladása, fogsor állapota, idegrendszer stb.)
- a beszéd változékonysága (beszédstílus, beszédhelyzet stb.)
- a beszédképző szervek változékonysága
- az artikuláció változékonysága
- milyen módon történik az elemzés (spektogram vagy neurális spektogram, utóbbi rugalmas a produkcióhoz és a percepcióhoz)
- elemzési korlátok

### Elemzési nehézségek
A felvételt rendkívül nehéz elemezni, ha a rendelkezésre álló hanganyag túl rövid (pl. egy mondat), ha a felvevőrendszer minősége miatt a beszéd torzított, ha a produkció zajos környezetben jött létre, ha nem jellegzetes hangokat kell elemezni (pl. akcentus, nyelvjárás), valamint ha átmeneti beszédzavar befolyásolja a beszélőt (pl. nátha).